# Ismaning Challenger 2022
L'Ismaning Challenger 2022 è stato un torneo maschile tennis professionistico. È stata la 6ª edizione del torneo, facente parte della categoria Challenger 80 nell'ambito dell'ATP Challenger Tour 2022, con un montepremi di 45 730 €. Si è svolto dal 10 al 16 ottobre 2022 sui campi in sintetico indoor del Tennis Club Ismaning e.V. di Ismaning, in Germania.

## Partecipanti

### Teste di serie
| Nazionalità          | Giocatore         | Ranking* | Testa di serie |
| -------------------- | ----------------- | -------- | -------------- |
| Francia              | Quentin Halys     | 74       | 1              |
| Rep. Ceca            | Tomáš Macháč      | 110      | 2              |
| Canada               | Vasek Pospisil    | 136      | 3              |
| Austria              | Dennis Novak      | 140      | 4              |
| Germania             | Daniel Masur      | 179      | 5              |
| Svizzera             | Antoine Bellier   | 190      | 6              |
| Bosnia ed Erzegovina | Nerman Fatić      | 195      | 7              |
| Francia              | Antoine Escoffier | 207      | 8              |

* Ranking al 3 ottobre 2022.

### Altri partecipanti
I seguenti giocatori hanno ricevuto una wild card per il tabellone principale:
- Philip Florig
- Max Hans Rehberg
- Marko Topo

I seguenti giocatori sono entrati in tabellone come alternate:
- Evgenij Karlovskij
- Vitaliy Sachko

I seguenti giocatori sono passati dalle qualificazioni:
- Matthias Bachinger
- Billy Harris
- Kacper Żuk
- Bu Yunchaokete
- Elmar Ejupović
- Julian Lenz

## Campioni

### Singolare
Quentin Halys ha sconfitto in finale  Max Hans Rehberg con il punteggio di 7–6(6), 6–3.

### Doppio
Michael Geerts /  Patrik Niklas-Salminen hanno sconfitto in finale  Fabian Fallert /  Hendrik Jebens con il punteggio di 7–6(5), 7–6(8).